# Райт-бай-Зеефельд
Райт-бай-Зеефельд (нім. Reith bei Seefeld) —  громада округу Інсбрук-Ланд у землі Тіроль, Австрія.
Райт-бай-Зеефельд лежить на висоті  1180 м над рівнем моря і займає площу 20,92 км². Громада налічує 1231 мешканців. 
Густота населення 59/км².  
|                                            |
| Райт-бай-Зеефельд на мапі округу та землі. |

 Адреса управління громади: Lauserweg 15, 6103 Reith bei Seefeld. 

## Демографія
Історична динаміка населення міста за даними сайту Statistik Austria

## Виноски
1. 1 2  archINFORM — 1994.
2. ↑  Dauersiedlungsraum der Gemeinden Politischen Bezirke und Bundesländer - Gebietsstand 1.1.2018 — Статистичне управління Австрії.
3. ↑  https://www.statistik.at/blickgem/blick1/g70344.pdf
4. ↑   www.reith-bei-seefeld.tirol.gv.at
5. ↑  Gemeindedaten von Reith bei Seefeld

| Австрія | Це незавершена стаття з географії Австрії. Ви можете допомогти проєкту, виправивши або дописавши її. |